# Kazimierz Jasiński (Radsportler)
Kazimierz Jasiński (* 19. August 1946 in Huta (Lipka); † 25. Januar 2012 in Bełchatów) war ein polnischer Radrennfahrer und nationaler Meister im Radsport.

## Sportliche Laufbahn
1963 begann er mit dem Radsport im Verein Radomiak Radom. Während seines Militärdienstes fuhr er 1966 und 1967 für Legia Warschau. Für Bronia Radom startete er 1971 bis 1975. Jasiński hatte seinen ersten internationalen Erfolg mit dem Sieg bei der Baltic-Rundfahrt 1967, einem Etappenrennen, bei dem vorwiegend Nachwuchsfahrer aus Osteuropa starteten. Er wurde polnischer Meister im Straßenrennen 1968 und im Mannschaftszeitfahren 1966 und 1967. 1968 fuhr er die Internationale Friedensfahrt und belegte den 11. Platz. Er war Teilnehmer der Olympischen Sommerspiele 1968 in Mexiko-Stadt. Dort wurde er als 59. im Straßenrennen klassiert. Bei der heimischen Polen-Rundfahrt waren die Plätze neun 1966 und 1971 seine besten Ergebnisse.